# Mosorski partizanski odred
Mosorski partizanski odred, partizanska postrojba NOVH. Nije bio stalne formacije, mijenjao je strukturu ovisno o situaciji pa je u imenu bio četa, vod, bataljun i odred.

## Povijest
Početkom 1942. izvršene su pripreme za okupljanje boraca Prvog mosorskog odreda. Polovicom veljače radi osnivanja na teren je otišao Đermano Senjanović. Nazočio je u pećini iznad sela Jesenica 21. veljače 1942. sastanku vojno-političkog rukovodstva Dalmacije na kojem se je raspravljalo o formiranju Odreda. Italija i NDH doznale su za sastanak, opkolili su pećinu i blokirali izlaz. Senjanović je iz gotovo bezizlazne situacije izvršio proboj, bacivši bombu među žandare. Pri bijegu je pokošen hitcima i poginuo. Mosorska partizanska četa osnovana je 14. ožujka 1942. godine. Djelovala je pod raznim imenima: kao Mosorska partizanska četa, Leteći mosorski vod, Leteća mosorska četa, Mosorski bataljon i Mosorski partizanski odred. Za mjesto formiranja izabrana je planina Mosor, na kojoj su se sastajali partizani srednje Dalmacije, s naglaskom na Omiš, Split, otoke i ina mjesta srednje Dalmacije. Jedan od osnivača bio je Ljubo Dumičić, koji je u postrojbu stupio s 15 omladinaca u veljači 1942. godine. U ožujku se Odredu pridružio i Drago Marković. Postrojba se istaknula raznim akcijama. Napadali su talijanske kolone vojske. 12. ožujka 1942. pokušali su prerušeni izvući iz bolnice Ivana Lučića-Lavčevića, ali je pri bijegu ranjen te akcija nije uspjela. 
15. travnja započela je osovinska akcija čišćenja pobunjenika na Mosoru. Sprovodili su ju talijanski odredi divizije Perugia iz Splita i Klisa, divizije Bergamo iz Sinja, dobrovoljaca iz Imotskog i Ljubuškog pod zapovjedništvom zapovjednika Ustaške pripremne bojne i domobrana iz Sinja pod zapovjedništvom logornika. Sukobili su se na sjeveroistoku Mosora, u kojoj je prema izvješćima VZC-a ubijeno 63 pobunjenika, a da je s osovinske strane bilo par lakše ranjenih.  Prema nađenom skloništu velike zalihe hrane i inog materijala u VZC-u su zaključili da je tu bio pobunjenički (partizanski) glavni stan. Zbog pojačanih akcija osovinskih snaga, mosorska postrojba se našla pred dvojbom: privremeno raspustiti se dok akcije ne prođu pa poslije ponovno pozvati borce, ili se prebaciti s Mosora na Dinaru, što je zastupao zamjenik zapovjednika Srećko Reić Petica. Održana su dva sastanka na Dolovima, prvo sastanak Štaba Odreda na kojem se razmatralo to pitanje, ali nije postignuta suglasnost. Zatim je održan drugi sastanak komunista u Odredu. Zapovjednik Ferdo Gazin je objasnio i prevladalo je mišljenje većine komunista da je bolje privremeno raspustiti, borci će se u skupinama povući u svoja mjesta, oružje će skloniti na sigurno, a kad neprijateljska akcija na Mosoru prođe, ponovno će se okupiti i nastaviti borbu. Dio boraca uspješno se vratio, jedan je sklanjajući se od zasjeda umro od gladi i iscrpljenosti (Jure Škarpa), a dio je uhićen na povratku. Uhićenici su zatvoreni u Omišu i Šibeniku. Osudio ih je talijanski vojni sud za Dalmaciju i Sloveniju na dugogodišnju robiju, a jedan je borac (Andrija Proso) strijeljan. Kazne su izdržavali do kapitulacije Italije u raznim logorima u Italiji a potom u logore po Njemačkoj.:59. - 62.
Postrojba je obnovljena na Mosoru 29. travnja 1942. godine. Za zapovjednika je određen Srećko Ante Reić - Petica. Odmah su pošli u akcije koje su digle moral narodu u mosorskim selima. 22. travnja 1943. u tehničkoj radionici na Mosoru izrađivane su improvizirane ručne bombe od vodovodnih cijevi. Tog je dana pri isprobavanju teže ranjen zapovjednik Mosorskog odreda Ljubo Dumičić. 
10. srpnja 1943. talijansko je vodstvo radi uništenja partizana na Mosoru, nakon dužih priprema Zapovjedništvo 2. armije planiralo je izvesti operaciju Biokovo-Mosor, čiji je cilj bio čišćenje obalnog dijela od Splita do Gradca u dubini do komunikacije Vrgorac—Sinj.:168. - 169.
20. kolovoza 1943. Mosorski partizanski odred s još nekim postrojbama sudjelovao je u akciji likvidacije domobranskog garnizona u Zadvaju. Tada je oformljena Krajiška partizanska četa koja je rasformirana 13. listopada iste godine, a ljudstvo joj je raspoređeno po postrojbama Mosorskog partizanskog odreda.:196. - 197.
MPO je sudjelovao u borbama za zauzimanje Splita 1944., što je obavljeno 26. listopada 1944. godine.:339. - 345.
Mosorski partizanski odred rasformiran je konačno kroz tri dana, od 14. do 16. studenoga 1944. godine.

## Osoblje
Od veljače 1942. godine do konačna rasformiranja Mosorskog partizanskog odreda 14. – 16. studenoga 1944. godine kroz postrojbu je prošlo je 3.486 boraca, od kojih je 1119 poginulo u raznim postrojbama NOVJ, a najviše u I., II. i III. Dalmatinskoj brigadi.

## Spomen
Na gradskom groblju Vrisovcima u Omišu podignuta je kosturnica i spomen-ploča palim borcima Omiša u NOB-u 1941., obnovljena i svečano otkrivena 16. ožujka 2019. godine.